# International Institute for Management Development
IMD Business School - International Institute for Management Development, è una scuola di management svizzera, considerata tra le più importanti business school del mondo. La scuola è specializzata nella formazione in direzione aziendale e finanza offrendo diversi corsi e programmi. L'IMD è conosciuta soprattutto per i programmi di MBA ed Executive MBA, premiati tra i migliori al mondo da Bloomberg News, The Economist, Forbes e Financial Times.
L'IMD non fa parte di un'università, ha sede sia a Losanna con un campus principale sito lungo le rive del lago di Ginevra, sia a Singapore con un hub di riferimento per il sud-est asiatico.
Ogni anno, circa 8 000 dirigenti d'azienda, rappresentanti di oltre 98 nazionalità, frequentano almeno uno dei multipli programmi offerti e sviluppati dall'IMD.
La scuola fu fondata nel 1946, dalla fusione di due centri indipendenti di educazione esecutiva, ovvero l'International Management Institute Geneva (IMI), istituito dalla multinazionale Alcan e l'Institut pour l'Etude des Methodes de Direction de l'Entreprise (IMEDE) fondato dalla Nestlé. La scuola ha forti vincoli con un ampio spettro di imprese europee, servendo da punto di incontro di professionisti da tutto il mondo.
A differenza della pratica comune nelle università, nell'IMD i professori non sono nominati a vita, ma lavorano con contratti annuali e un pacchetto remunerativo proporzionale al loro impegno accademico. La facoltà consiste di 60 membri a tempo pieno, di 22 diverse nazionalità. Il presidente attuale è Dominique Turpin. Il suo predecessore, John R. Wells e Peter Lorange, che resse la scuola dal 1993 al 2008, è stato ampiamente riconosciuto responsabile del grande prestigio di cui adesso gode la scuola.

## IMD World Competitiveness Yearbook
L'IMD dal 1987 pubblica il World Competitiveness Yearbook, rapporto ormai molto conosciuto sull'economia delle nazioni del mondo. Fornisce diverse classificazioni, dati sulla competitività e analisi dei profili economici dei diversi Paesi.

## Centri di Ricerca

### IMD World Competitiveness Center (WCC)
Il World Competitiveness Center svolge dal 1989 il ruolo di pioniere in materia di competitività di nazioni e aziende. Esso si dedica all'approfondimento delle conoscenze relative alla competitività globale, raccogliendo i dati più recenti e rilevanti sull'argomento e analizzando le conseguenze politiche. Il WCC persegue la sua mission in collaborazione con una rete di 54 istituti partner in tutto il mondo al fine di offrire ai governi, alle aziende e alla comunità accademica i seguenti servizi: IMD World Competitiveness Yearbook, WCY Online, rapporti sulla competitività specifici per Paese/regione e workshop sulla competitività.

### Center for Corporate Sustainability Management (CSM)
Il CSM è l'iniziativa di ricerca e apprendimento di IMD. Il CSM mira a diventare il partner accademico delle società, accompagnandole nel loro viaggio alla ricerca della sostenibilità e aiutandole a radicare le loro strategie di sviluppo sostenibile in diversi modi. Il CSM intende garantire ai suoi membri un vantaggio aziendale duraturo tramite misure strategiche a livello sociale e ambientale.

### IMD Family Business Center
Da oltre due decenni, IMD risponde ai bisogni formativi tipici delle aziende familiari di tutto il mondo. Il corso Leading the Family Business rimane un punto di riferimento tra i programmi IMD nell'ambito delle imprese familiari. Singole aziende familiari possono inoltre richiedere programmi personalizzati focalizzati sui bisogni specifici dell'azienda. Il Family Business Center è stato creato per sostenere i programmi di formazione di IMD e contribuire alle conoscenze nel campo in oggetto, effettuando ricerche rilevanti e ad hoc nonché pubblicando casi di studio, libri e articoli. Inoltre, grazie all'IMD - LO Global Family Business Award, assegnato una volta all'anno, viene premiata la migliore best practice di un'azienda familiare internazionale.

### The Evian Group - IMD
The Evian Group - IMD, fondato nel 1995, è un'associazione internazionale di leader aziendali, politici e opinionisti impegnati a favorire la diffusione di un'economia di mercato internazionale libera, globale, equa e sostenibile nell'ambito di un sistema multilaterale basato su regole condivise. Promuove la liberalizzazione del commercio per rafforzare la crescita e supportare la globalizzazione. The Evian Group - IMD sostiene che il commercio internazionale e gli investimenti dispongano del potenziale per unire le persone attraverso una comprensione reciproca maggiore e interessi comuni tra Paesi, continenti, culture e generazioni.